# Gurjar
I Gurjar o Gujjar (conosciuti anche come Gojar e Goojar) sono una delle caste etnico agro-pastorale del Pakistan, dell'India e dell'Afghanistan.
Nel periodo medievale erano conosciuti con nome di Gurjaras, che si crede fosse inizialmente un etnonimo e successivamente un demonimo.
Sebbene tradizionalmente praticassero l'agricoltura e soprattutto l'allevamento del bestiame per la produzione di latte, i Gurjar sono un vasto gruppo eterogeneo che al suo interno si differenzia per cultura, religione, attività lavorativa e condizioni socio-economiche. 
In pakistan essi si posso definire come latifondisti , contribuendo al 90% del settore primario .
Storicamente i Gurjar hanno avuto differenti ruoli nella società: da un lato hanno fondato diversi regni, città e villaggi, mentre in india sono nomadi e non posseggono terre di proprietà.
Il punto cruciale nella storia dei Gurjar viene fatto risalire al regno Gurjara (Gurjaradesa), fondato nell'attuale Rajasthan in epoca alto-medievale intorno al 570. Si crede che i Gurjar siano successivamente migrati in diverse zone del subcontinente indiano a partire proprio da questo regno. Nel passato, si credeva che i Gurjar avessero avuto origine da una precedente migrazione dall'Asia centrale, ma si tratta solo di un'ipotesi teorica. Le fonti storiche riportano l'esistenza di guerrieri Gurjara nell'India settentrionale nel VII secolo e menzionano diverse dinastie e regni fondati da tale popolo; tuttavia, il loro declino ebbe inizio intorno al X secolo.
Il popolo iniziò a essere conosciuto col nome di Gurjar e di Gujjar durante l'impero Moghul, quando fu descritto come "tumultuoso". Gli stati indiani del Gujarat e del Rajasthan furono conosciuti per secoli come Gurjaradesa e Gurjaratra prima dell'arrivo del governo britannico. I distretti di Gujrat e Gujranwala nel Punjab pakistano devono anch'essi il loro nome al popolo Gujjar fin dall'inizio dell'VIII secolo, in quanto in quelle zone sorgeva un regno Gurjara. Il distretto di Saharanpur in Uttar Pradesh nel passato era anch'esso conosciuto come Gujarat, a causa della presenza di zamindari Gujjar.